# 아르헨티나 대 크로아티아 (2018년 FIFA 월드컵)
2018년의 아르헨티나 대 크로아티아는 2018년 6월 21일에 러시아 니즈니노브고로드에 있는 니즈니노브고로드 스타디움에서 열린, 2018년 FIFA 월드컵 2018년 FIFA 월드컵 D조의 세 번째 경기였다. 이 경기는 아르헨티나 축구 역사상 최악의 패배 중 하나로 남게 되었으며, 선수들 뿐 아니라 팬들까지 매너에서 패배한 사건으로도 기록된 경기였다. 또한 아르헨티나는 자력으로 16강에 진출할 수 없게 되어, 본인들이 나이지리아를 이기는 것 외에도 크로아티아가 아이슬란드에 지지 말아야 하는 상황에 처하게 되었다.
이 경기가 열린 니즈니노브고로드 스타디움은 앞서 〈스웨덴 대 대한민국〉 경기가 치러진 곳이기도 하다.

## 경기 전 상황
2018년 FIFA 월드컵에서 아르헨티나와 크로아티아는 아이슬란드, 나이지리아와 함께 D조에 속하게 되었다. 양 팀은 1998년 FIFA 월드컵에서도 만난 적이 있는데, 이 대회에서는 아르헨티나가 1-0으로 승리했으며, 이번 경기는 월드컵에서 20년 만에 다시 만난 것이다.
D조에 속한 아르헨티나는 처음에 아이슬란드를 상대했는데, 전반 18분에 세르히오 아궤로가 선제골을 넣었고, 약 5분 뒤에 아이슬란드의 알프레드 핀보가손이 동점골을 넣었다. 후반에는 아르헨티나가 페널티 킥을 얻었고 키커로 리오넬 메시가 나섰지만 하네스 돌 할도르손 골키퍼에게 막혔고, 아이슬란드의 수비를 뚫지 못한 채 1-1 무승부를 거두었다.
한편, 크로아티아는 처음에 나이지리아를 상대했는데, 전반 32분에 오게네카로 에테보가 마리오 만주키치의 다이빙 헤더를 걷어내려다 넣은 자책골로 1-0으로 앞섰다. 후반에는 70분에 윌리엄 트로스트에콩이 만주키치를 잡아채 크로아티아가 페널티 킥을 얻었다. 키커로는 루카 모드리치가 나섰고, 모드리치는 페널티 킥을 추가골로 연결했다. 크로아티아는 남은 시간 동안 리드를 지켰고, 나이지리아에 2-0으로 승리해 D조 1위로 올라섰다.

## 경기 진행

### 전반전
아르헨티나는 윌리 카바예로가 골문을 지켰고, 수비 라인에는 가브리엘 메르카도 - 니콜라스 오타멘디 - 니콜라스 타글리아피코 스리백 라인이 섰다. 미드필드에는 에두아르도 살비오 - 하비에르 마스체라노 - 엔소 페레스 - 마르코스 아쿠냐가 섰고, 공격 라인에는 리오넬 메시 - 세르히오 아궤로 - 막시밀리아노 메사 스리톱이 서는 3-4-3 포메이션으로 경기에 나섰다. 한편, 크로아티아는 다니옐 수바시치가 골문을 지켰고, 수비 라인에는 시메 브르살코 - 데얀 로브렌 - 도마고이 비다 - 이반 스트리니치 포백 라인이 섰다. 미드필드에는 이반 라키티치 - 마르첼로 브로조비치가 짝을 이루어 나섰고, 2선에는 안테 레비치 - 루카 모드리치 - 이반 페리시치가 나섰으며, 마리오 만주키치가 원톱에 서는 4-2-3-1 포메이션으로 경기에 나섰다.
경기가 시작되자 크로아티아가 주도권을 잡고 경기에 임했다. 전반 4분, 골킥에 이어 마리오 만주키치의 헤더를 받은 이반 페리시치가 페널티 박스 안에서 슈팅을 시도했고, 이 슈팅은 윌리 카바예로가 가까스로 막았다. 10분에는 이반 라키티치가 우측을 열었고 시메 브르살코가 결정적인 크로스를 넣었다. 그러나 안테 레비치가 크로스를 받아 슈팅을 날리기 직전에 니콜라스 타글리아피코가 걷어냈다. 이후 아르헨티나는 역습을 노렸는데, 12분에 후방 침투 패스에 이어 리오넬 메시가 슛을 날렸으나 골로 연결되지는 않았고, 이어서 막시밀리아노 메사가 슛을 날렸지만 데얀 로브렌이 육탄방어로 막아냈다.
20분에는 아르헨티나의 후방 빌드업 실수가 있었는데, 이 때 마리오 만주키치의 압박이 있었다. 반칙이 선언되지 않았다면 크로아티아의 선제골로 이어질 뻔한 상황이었다. 29분에는 다니옐 수바시치의 패스 미스를 엔소 페레스가 가로채 슛을 날렸으나, 옆으로 빗나갔다. 32분에는 만주키치가 크로스를 받아 헤더를 시도했으나 골로는 연결되지 않았다. 39분에는 안테 레비치가 경고를 받았고, 이렇게 전반전은 득점 없이 종료되었다.

### 후반전
후반전이 시작되고 약 5분이 지난 후, 가브리엘 메르카도가 경고를 받았다. 이로부터 약 1분 후 가브리엘 메르카도의 패스를 윌리 카바예로가 걷어내는 과정에서 공이 짧고 높이 떠올랐다. 이 때 골키퍼를 압박해 오던 안테 레비치가 공을 가로채 바이시클 킥으로 슛을 날렸고, 공은 그대로 아르헨티나의 골대에 꽂혀 크로아티아의 선제골로 연결되었다. 카바예로 골키퍼의 결정적인 실수로 인해 경기의 양상이 크로아티아 쪽으로 기울게 된 것이었다.
54분에는 세르히오 아궤로가 나오고 곤살로 이과인이 투입되었으며, 약 2분 뒤에는 에두아르도 살비오가 나오고 크리스티안 파본이 투입되었다. 57분에는 크로아티아도 선수 교체를 강행했는데, 안테 레비치가 나오고 안드레이 크라마리치가 투입되었다. 이로부터 약 1분 뒤에 마리오 만주키치가 경고를 받았고, 63분에는 마르코스 아쿠냐의 침투 패스를 이과인이 받아 공격에 나섰다. 이후 리오넬 메시도 2번의 슈팅을 시도했지만, 다니옐 수바시치 골키퍼에게 막혔다. 67분에는 시메 브르살코가 경고를 받았고, 약 1분 뒤에 엔소 페레스가 나오고 파울로 디발라가 투입되었다. 아르헨티나는 디발라까지 동원해 총공세에 나섰지만 실패하였고, 79분에 루카 모드리치가 중원에서 두 번의 페인트 모션으로 오타멘디를 속이고 중거리 슛을 날려 추가골을 넣었다.
85분에는 오타멘디가 이반 라키티치를 걷어차 경고를 받았고, 약 2분 뒤에 아쿠냐까지 경고를 받았다. 후반 추가시간 1분에 이반 라키티치가 한 골을 추가해 점수는 3-0까지 벌어졌고, 약 2분 뒤에 마리오 만주키치가 나오고 베드란 초를루카가 투입되었다. 이렇게 경기는 크로아티아의 승리로 마무리되었다.

### 상세 정보
| 아르헨티나 | 0 – 3  | 크로아티아                                 |
| ---------- | ------ | ------------------------------------------ |
|            | 리포트 | 레비치 53′ · 모드리치 80′ · 라키티치 90+1′ |

| 아르헨티나 | 크로아티아 |

| GK              | 23 | 윌리 카바예로         |     |     |
| CB              | 2  | 가브리엘 메르카도     | 51′ |     |
| CB              | 17 | 니콜라스 오타멘디     | 85′ |     |
| CB              | 3  | 니콜라스 타글리아피코 |     |     |
| RM              | 18 | 에두아르도 살비오     |     | 56′ |
| CM              | 14 | 하비에르 마스체라노   |     |     |
| CM              | 15 | 엔소 페레스           |     | 68′ |
| LM              | 8  | 마르코스 아쿠냐       | 87′ |     |
| RF              | 10 | 리오넬 메시 (주장)    |     |     |
| CF              | 19 | 세르히오 아궤로       |     | 54′ |
| LF              | 13 | 막시밀리아노 메사     |     |     |
| 교체 선수:      |    |                       |     |     |
| FW              | 9  | 곤살로 이과인         |     | 54′ |
| MF              | 22 | 크리스티안 파본       |     | 56′ |
| FW              | 21 | 파울로 디발라         |     | 68′ |
| 감독:           |    |                       |     |     |
| 호르헤 삼파올리 |    |                       |     |     |

| GK              | 23 | 다니옐 수바시치      |       |       |
| RB              | 2  | 시메 브르살코        | 67′   |       |
| CB              | 6  | 데얀 로브렌          |       |       |
| CB              | 21 | 도마고이 비다        |       |       |
| LB              | 3  | 이반 스트리니치      |       |       |
| CM              | 7  | 이반 라키티치        |       |       |
| CM              | 11 | 마르첼로 브로조비치  | 90+4′ |       |
| RW              | 18 | 안테 레비치          | 39′   | 57′   |
| AM              | 10 | 루카 모드리치 (주장) |       |       |
| LW              | 4  | 이반 페리시치        |       | 82′   |
| CF              | 17 | 마리오 만주키치      | 58′   | 90+3′ |
| 교체 선수:      |    |                      |       |       |
| FW              | 9  | 안드레이 크라마리치  |       | 57′   |
| MF              | 8  | 마테오 코바치치      |       | 82′   |
| DF              | 5  | 베드란 초를루카      |       | 90+3′ |
| 감독:           |    |                      |       |       |
| 즐라트코 달리치 |    |                      |       |       |

| 최우수 선수: 루카 모드리치 (크로아티아) 부심: 압두하미둘로 라술로프 (우즈베키스탄) 자홍기르 사이도프 (우즈베키스탄) 대기심: 노르베르 하우아타 (타히티) 후보 대기심: 베르트랑 브리알 (통가) 비디오 판독심: 펠릭스 츠바이어 (독일) 보조 비디오 판독심: 바스티안 당케르트 (독일) 코리 로크웰 (미국) 다니 마켈리 (네덜란드) |

### 통계
| 통계       | 아르헨티나 | 크로아티아 |
| ---------- | ---------- | ---------- |
| 득점       | 0          | 3          |
| 슛         | 10         | 15         |
| 유효슛     | 3          | 5          |
| 점유율     | 58%        | 42%        |
| 코너킥     | 5          | 2          |
| 반칙       | 15         | 23         |
| 오프사이드 | 3          | 3          |
| 경고       | 3          | 4          |
| 퇴장       | 0          | 0          |

## 아르헨티나의 패인

### 조직력에서의 열세
아르헨티나의 패배 원인 중 첫 번째는, 조직력에서의 열세이다. 2014년 FIFA 월드컵에 이어 2018년 FIFA 월드컵에서도 아르헨티나 축구 국가대표팀은 리오넬 메시를 통한 공격 전술에 의존하고 있었다. 메시는 크로아티아 수비진의 마크에 번번이 막혔고, 크로아티아 선수들은 압도적인 조직력으로 아르헨티나를 압박해 왔다. 메시가 쓸려나가면서 아르헨티나 선수들은 공의 배급을 효율적으로 하지 못하였고, 이것이 패배로 이어졌다.

### 세르히오 로메로의 부상
두 번째 원인은 다름아닌 골키퍼 윌리 카바예로다. 우발도 피욜 - 네리 품피도 - 세르히오 고이코체아 - 카를로스 로아 - 파블로 카바예로 - 로베르토 아본단시에리 순으로 이어졌던 월드클래스 골키퍼 계보는 아본단시에리를 끝으로 막을 내렸으며 에밀리아노 마르티네스가 등장하기 전까지는 골키퍼 문제로 골머리를 앓기도 했다. 그와중에 주전 골키퍼를 맡았던 세르히오 로메로는 남아공 월드컵과 2011년 코파 아메리카까지만 해도 슈퍼세이브와 삽질이 공존하는 평범한 골키퍼였는데 로메로 본인이 노력해서 대표팀에서 계속 주전자리를 놓치지 않고 경험치를 쌓은 결과 브라질 월드컵과 2015 코파 아메리카에서 좋은 모습을 보여줘서 아르헨티나의 골키퍼 문제를 어느 정도 덜어주는 역할을 충실히 수행했다. 그런데 로메로가 러시아 월드컵 직전에 무릎 부상으로 엔트리에서 빠지는 악재를 맞았고 그렇게 해서 들어온 윌리 카바예로가 현재진행형으로 삽질을 거듭한 탓에 다시 골키퍼 문제가 불거지게 됐다. 카바예로가 로메로보다 늦게 알려져서 로메로 다음 세대로 오해하는 사람들이 많은데 카바예로는 1981년생으로 1987년생인 로메로보다 훨씬 나이가 많고 노쇠화에 에이징 커브까지 오면서 로메로만큼의 활약을 전혀 보여주지 못한 것이다. 아르헨티나 입장에서는 여러모로 로메로의 빈 자리가 크게 느껴질 수밖에 없었다.

## 반응과 경기 후

### 아르헨티나
승부처였던 크로아티아와의 경기에서 0 – 3으로 패배한 아르헨티나는 위기에 몰렸다. 크로아티아가 16강 진출을 확정지은 상태에서 아르헨티나는 나이지리아를 이겨도 크로아티아와 아이슬란드의 경기를 지켜보아야 하는 처지가 되었는데, 나이지아와의 최종전을 앞둔 상태에서 아르헨티나 대표팀에 놓인 16강 진출의 조건은 다음과 같았다.
- 나이지리아에 비기거나 질 경우: 무조건 탈락
- 나이지리아를 이길 경우
  - 크로아티아가 아이슬란드에 승리하거나 비길 경우: 16강 진출
  - 아이슬란드가 승리할 경우: 골득실, 다득점 비교 후 16강 진출 여부 결정

다시 말해 아르헨티나는 이미 3실점을 했기 때문에 아이슬란드가 크로아티아에 승리할 경우를 대비해 나이지리아를 최대한 많은 점수차로 이겨야 하는 상황에 처했다. 다행히 아르헨티나는 다음 경기에서 나이지리아에 2-1의 승리를 거두고, 크로아티아가 아이슬란드를 이김에 따라 16강 진출에 성공했다. 16강전인 프랑스와의 대결에서는 치열한 공방 끝에 3-4로 패배해 8강 진출에 실패했다.
이후 4년 뒤의 월드컵에서 아르헨티나는 준결승에서 크로아티아를 다시 만나 3-0으로 이기며 지난 월드컵에서의 그 패배를 설욕하는데 성공했고, 결승전에서 4년전 16강 상대였던 프랑스를 역시 다시 만나 3-3이라는 치열한 공방 끝에 승부차기에서 4-2로 이겨 우승까지 차지했다.

### 크로아티아

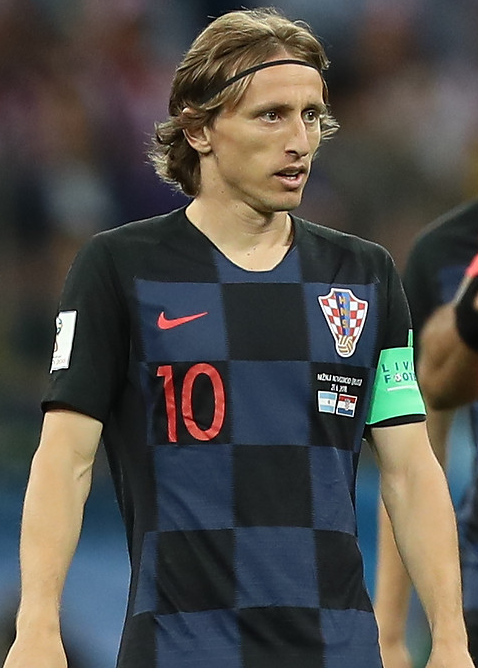
루카 모드리치는 경기 종료 후 최우수 선수로 선정되었다.

크로아티아는 이 승리로 결선 토너먼트 진출을 확정지었고, 뒤이어 열린 아이슬란드와의 3차전 경기에서도 2 – 1로 승리하며 조 1위로 토너먼트에 진출하였다. 이후 토너먼트에서는 덴마크와 러시아에 승부차기 승리를 거둔 후, 잉글랜드와의 연장 승부 끝에 크로아티아 축구 역사상 첫 FIFA 월드컵 결승 진출을 이루어 냈다. 그러나 결승전에서는 체력 저하로 프랑스에 2 – 4로 패배해 준우승을 이루었다.
이후 4년 뒤의 월드컵에서도 역시 변함없는 실력을 보여주며 8강전에서 브라질을 승부차기로 꺾어 설욕하는 일까지 연출했다. 준결승전에서는 아르헨티나를 다시 만나 제대로 복수를 당했으나, 3위 결정전에서 모로코를 꺾고 3위를 달성했다.

## 관중 폭행 사건
경기 종료를 몇 분 앞두고, 아르헨티나 팬이 크로아티아 팬을 집단으로 폭행하는 장면이 인터넷에 공개되었다. 이 소식을 접한 아르헨티나 정부는 크로아티아 팬을 폭행한 관객들을 체포해 러시아에서 추방해줄 것을 요청하였다. 아르헨티나 외교부에서 공개한 4명의 실명은 가브리엘 알레한드로 파르도, 로드리고 마티아스 카탈란, 레오나르도 다니엘 엘리아, 페데리코 에슬레제르이다.

## 갤러리

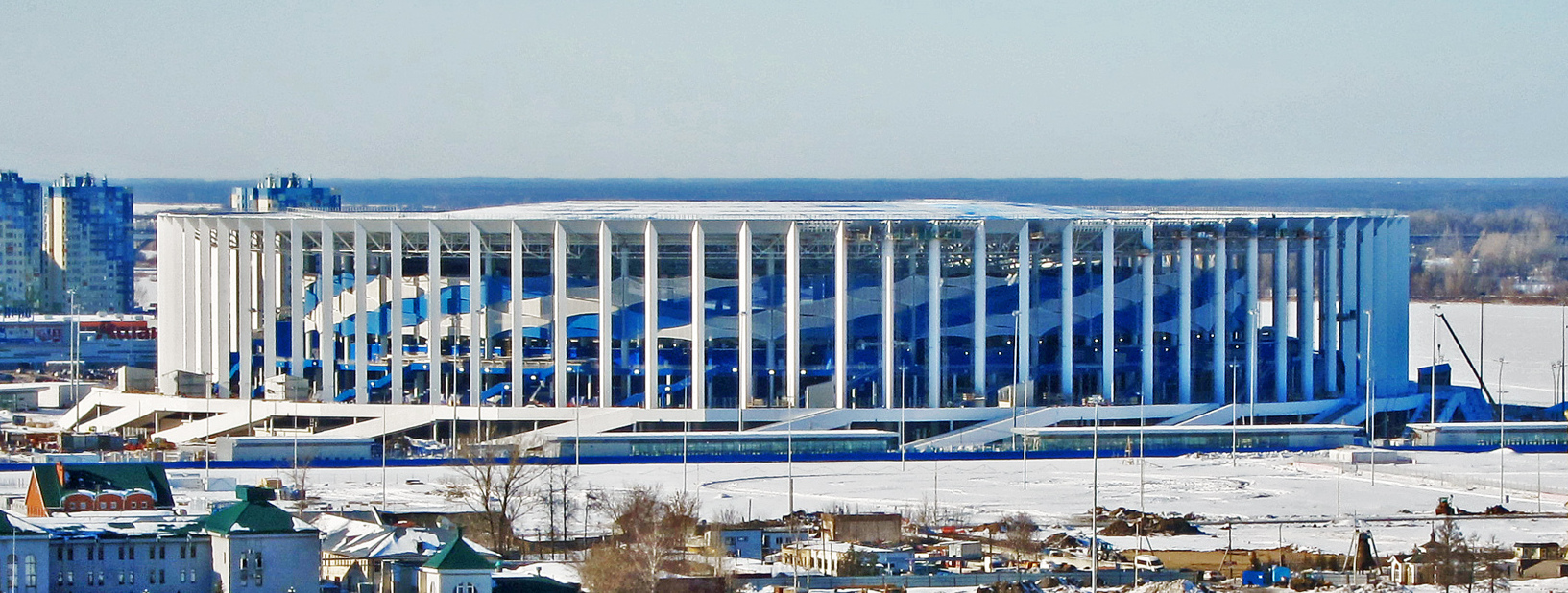
경기가 열린 니즈니노브고로드 스타디움

## 같이 보기
- 바레인 쇼크
- 스페인 대 네덜란드 (2014년 FIFA 월드컵)
- 대한민국 대 알제리 (2014년 FIFA 월드컵)
- 대한민국 대 독일 (2018년 FIFA 월드컵)
- 프랑스 대 아르헨티나 (2018년 FIFA 월드컵)

### 참고주
1. 1 2  조형애 (2018년 6월 23일). “아르헨, 16강 경우의 수…이겨도 100% 아니다”. 《스포티비뉴스》. 2018년 11월 30일에 확인함.
2. ↑  박주성 (2018년 6월 16일). “‘메시 PK 실축’ 아르헨티나, 아이슬란드와 1-1 무승부”. 《스포티비뉴스》. 2018년 11월 30일에 확인함.
3. ↑  김도곤 (2018년 6월 17일). “'만주키치 활약·모드리치 쐐기골' 크로아티아, 나이지리아에 2-0 승…D조 1위”. 《스포티비뉴스》. 2018년 11월 30일에 확인함.
4. 1 2  이종현 (2018년 6월 22일). “'메시 분투' 아르헨티나, 크로아티아와 득점 없이 전반종료”. 《스포티비뉴스》. 2018년 11월 29일에 확인함.
5. ↑  이민재 (2018년 6월 22일). “'완패' 아르헨티나 매체 "악몽 같은 하루다"”. 《스포티비뉴스》. 2018년 11월 30일에 확인함.
6. 1 2 3  이종현 (2018년 6월 22일). “'카바예로 실수에 메시 좌절' 아르헨, 크로아티아에 0-3 완패…16강 불투명”. 《스포티비뉴스》. 2018년 11월 30일에 확인함.
7. ↑  박주성 (2018년 6월 22일). “화난다고 걷어차? '동료의식' 실종된 오타멘디”. 《스포티비뉴스》. 2018년 11월 30일에 확인함.
8. ↑  조형애 (2018년 6월 27일). “'1.5군' 크로아티아, 아이슬란드 2-1 꺾고 '3전 전승+덴마크와 16강'”. 《스포티비뉴스》. 2018년 12월 2일에 확인함.
9. ↑  이교덕 (2018년 6월 23일). “크로아 관중 구타한 아르헨 관중 4명, 전 세계에 실명 공개”. 《스포티비뉴스》. 2018년 11월 2일에 확인함.